# Adolf Knaudt

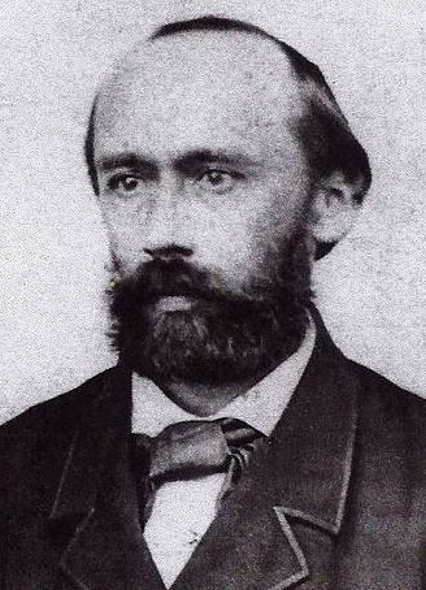
Adolf Knaudt

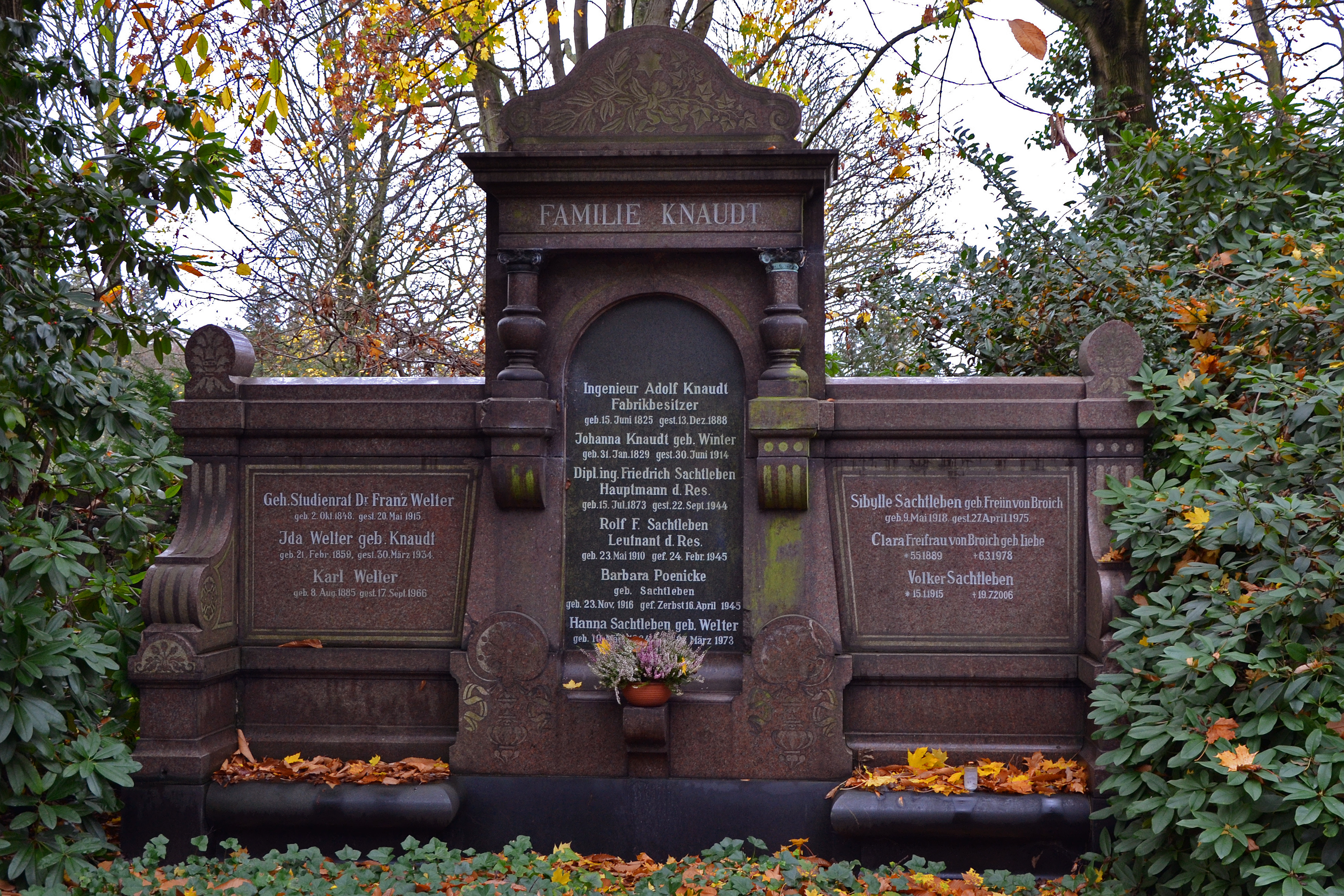
Grabstätte der Familie Knaudt auf dem Ostfriedhof in Essen

Adolf Knaudt (* 15. Juni 1825 in Boizenburg/Elbe; † 13. Dezember 1888 in Essen; vollständiger Name: Adolf Johann Knaudt) war ein deutscher Ingenieur und Unternehmer. Er gründete 1855 in Essen zusammen mit dem Kaufmann Carl Julius Schulz die Puddlings- und Blechwalzwerk Schulz, Knaudt & Cie., die später in den Hüttenwerken Krupp Mannesmann in Duisburg aufging.

## Leben
Adolf Knaudt wurde als Sohn des Holzhändlers und Ratsherrn Carl Heinrich Knaudt in Boizenburg an der Elbe und dessen Ehefrau Lucie Knaudt geb. Lambertz aus Bremen geboren. Er heiratete 1853 Johanne geb. Winter, mit der er eine Tochter Ida hatte, die 1859 in Essen geboren wurde. Ein weiteres Kind war sein Sohn Otto.
Anfang der 1840er-Jahre kam Knaudt nach Hamburg und besuchte dort eine Privatschule. Er begann eine Lehre in der Maschinenfabrik von Ernst Alban in Plau am See. Hier erhielt Knaudt als bester Lehrjunge die Aufgabe, den gerade von Ernst Alban entwickelten Wasserrohrkessel zu bedienen. Nach drei Monaten als Kesselwärter ging Knaudt im Herbst 1845 an das Polytechnische Institut Wien. Im Januar 1848 beteiligte er sich zur Zeit der Deutschen Revolution in der Akademischen Legion an Straßenkämpfen. Danach erreichte er wieder seine Heimat in Mecklenburg und trat dann eine Anstellung als Schlosser in Berlin an. Anfang der 1850er-Jahre gründete er mit einem Studienfreund eine chemische Fabrik in Duisburg, die er wenig später seinem Teilhaber aus Mangel an Erfolgen überließ. Dabei büßte Knaudt einen Großteil des von seinem Vater vorgestreckten Vermögens ein.
Im Dezember 1855 gründete Knaudt mit dem Kaufmann Carl Julius Schulz ein Blechwalzwerk in Essen an der heutigen Hollestraße. Knaudt musste sich von Verwandten 10.000 Taler leihen, die bei einer Gesamtbeteiligung von 60.000 Talern seine einzige Beteiligung am neuen Unternehmen waren. Mithilfe von zunächst fünf Puddelöfen begannen sie, das damals Schweißeisen genannte Schmiedeeisen herzustellen und an Maschinenfabriken zu verkaufen. Des Weiteren verfügte das neue Unternehmen über zwei Schweißöfen, zwei Dampfhämmer und eine Walzenstraße. Adolf Knaudt hatte im Laufe der Zeit einige technischen Neuerungen entwickelt und eingeführt und Carl Schulz sein finanzielles Können eingebracht.
Adolf Knaudt war von 1862 bis 1868 Stadtverordneter der Stadt Essen. Er gehörte auch dem Verein Deutscher Ingenieure (VDI) an.
Adolf Knaudt starb an einem Schlaganfall im Alter von 63 Jahren, zwei Jahre nach seinem Kompagnon Carl Schulz. Die Erben machten aus dem Unternehmen eine Aktiengesellschaft mit neuem Standort in Duisburg. Der Ingenieur und Unternehmer Otto Knaudt war sein Sohn.
Die Grabstätten der Familien Knaudt und Schulz befanden sich auf dem Friedhof am Kettwiger Tor. Mitte der 1950er-Jahre wurden sie auf den Essener Ostfriedhof umgebettet, da der Friedhof am Kettwiger Tor aus städtebaulichen Gründen aufgegeben wurde. In Essen erinnert die Knaudtstraße in Huttrop an ihn, in Duisburg ist die Schulz-Knaudt-Straße nach beiden Unternehmensgründern benannt.